# My Friend Irma
My Friend Irma (prt: A Minha Amiga Irma) é um filme de comédia de 1949 dirigido por George Marshall. É baseado na série My Friend Irma de 1947 e marca a estreia da dupla Dean Martin e Jerry Lewis no cinema.

## Sinopse
Irma Peterson (Marie Wilson) e Jane Stacey (Diana Lynn) são duas amigas que moram juntas em um apartamento em Nova York.
As duas têm personalidades completamente diferentes. Irma é um pouco atrapalhada e cheia de boas intenções. Já Jane é uma moça madura e decidida com o que quer fazer de sua vida e muito ambiciosa. Ela planeja se casar com um homem rico. Sendo assim, Jane consegue um emprego como secretária de um chefe milionário chamado Richard Rhinelander (Don DeFore). Irma também está apaixonada, mas por um agente de artistas chamado Al (John Lund) que está tentando se tornar rico o mais rápido possível.
Al acaba conhecendo, em um clube noturno, Steve Laird (Dean Martin) e Seymour (Jerry Lewis). Os dois formam uma dupla que está ainda no caminho do sucesso e Al promete a eles que iria torná-los famosos e tirá-los do buraco. Sendo assim, Al propõe que eles deixem esse emprego e se mudem para o apartamento de Jane. Jane fica furiosa e de início não permite que os dois fiquem. Mas Irma, cheia de boas intenções, deixa os dois morarem com elas.
Passa-se o tempo, e Jane acaba se apaixonando por Steve e ele por ela, mas após descobrir que ela iria se casar com um milionário, Steve fica chateado e, depois de sua noite de estreia no emprego de Al, acaba voltando ao seu antigo emprego. 
Por outro lado, Irma acaba se envolvendo na situação e, chateadíssima, decide pôr um fim em sua vida. Mas ela desiste quando fica sabendo sobre um quiz em uma rádio que foi feito exclusivamente para ela e, se ela acertasse, ganharia cinquenta mil dólares. 
Irma, entusiasmada, vai atrás desse quiz e acaba ganhado o prêmio. Com isso, a felicidade predomina e a situação de todos acaba melhorando.

## Elenco
- John Lund: Al
- Marie Wilson: Irma Peterson
- Diana Lynn: Jane Stacy
- Don DeFore: Richard Rhinelander III
- Dean Martin: Steve Laird
- Jerry Lewis: Seymour
- Hans Conried: Professor Kropotkin
- Kathryn Givney: Mrs. Rhinelander
- Percy Helton: Sr. Z. Clyde
- Gloria Gordon: Sra. O'Reilly